# Tuohilehot
Tuohilehot är ett naturreservat i Pajala kommun i Norrbottens län.
Området är naturskyddat sedan 2009 och är 1 kvadratkilometer stort. Reservatet omfattar våtområden nedanför de nedre södra sluttningarna av berget Jukkasvaara. Reservatet består av urskogslik gran- och barrblandskog.